# 옷 입은 마하
《옷 입은 마하》(스페인어: La maja vestida)는 스페인의 낭만주의 화가이자 판화 제작자인 프란시스코 고야가 1800년에서 1807년 사이에 그린 유화이다. 이는 1795년에서 1800년 사이에 제작된 《옷 벗은 마하》의 옷을 입은 버전이다. 작품 속 여성의 정확한 신원은 확인되지 않았다. 그러나 여러 학자들은 작품 속 여성은 마리아 테레사 데 실바(13대 알바 공작부인) 또는 마누엘 데 고도이의 정부인 페피타 투도일 것이라고 추정하고 있다.
《옷 입은 마하》와 《옷 벗은 마하》 이 두 작품은 고야의 생전에 공개적으로 전시된 적이 없기 때문에 한 쌍으로 전시하기 위해 펜던트 그림으로 제작되었는지도 알 수 없다. 이 두 작품은 1901년부터 마드리드의 프라도 미술관에서 나란히 전시되었다. 이전에는 마드리드에 있는 산페르난도 왕립 미술 아카데미의 컬렉션에 두 번 소장되었으나 1814년에서 1836년 사이에 스페인 종교 재판소에 의해 "가압류"되었었다. 《옷 입은 마하》와 《옷 벗은 마하》 두 작품 모두 1808년 페르난도 7세에 의해 고도이의 재산이 압류되었을 때 압류 목록에서 처음으로 기록되었다.

## 배경
두 그림의 정확한 기원은 불분명하며, 일부 자료들을 통해 마누엘 데 고도이 총리가 개인 소장품으로 의뢰했던 것으로 추정된다. 이러한 주장은 그림 속 여성이 고도이의 정부인 페피타 투도임을 시사한다. 그러나 바이에른의 소설가이자 극작가인 리온 포이히트방거는 1951년 자신의 저서 《고야》에서 고도이가 1802년 제13대 알바 공작 부인 마리아 테레사 데 실바가 사망한 후 그녀의 상속인으로부터 두 그림을 모두 구입했다고 주장했다. 알바 공작부인과 고야는 공작부인의 초상화를 그려달라는 의뢰를 받고 오랫동안 정열적인 관계를 이어갔다는 후문이 있다. 그들의 불륜에 대한 증거는 고야가 "이제 나는 사는 것이 어떤 느낌인지 알겠습니다"라고 쓴 개인 편지에서 유추할 수 있었다. 또 다른 증거로는 1797년 고야가 그린 공작부인의 초상화에서 그녀는 '고야'라고 새겨진 반지와 '알바'라고 새겨진 반지를 착용한 손으로 바닥에 "오직 고야"(Solo Goya)라고 적힌 숨겨진 글씨를 가리키고 있다.

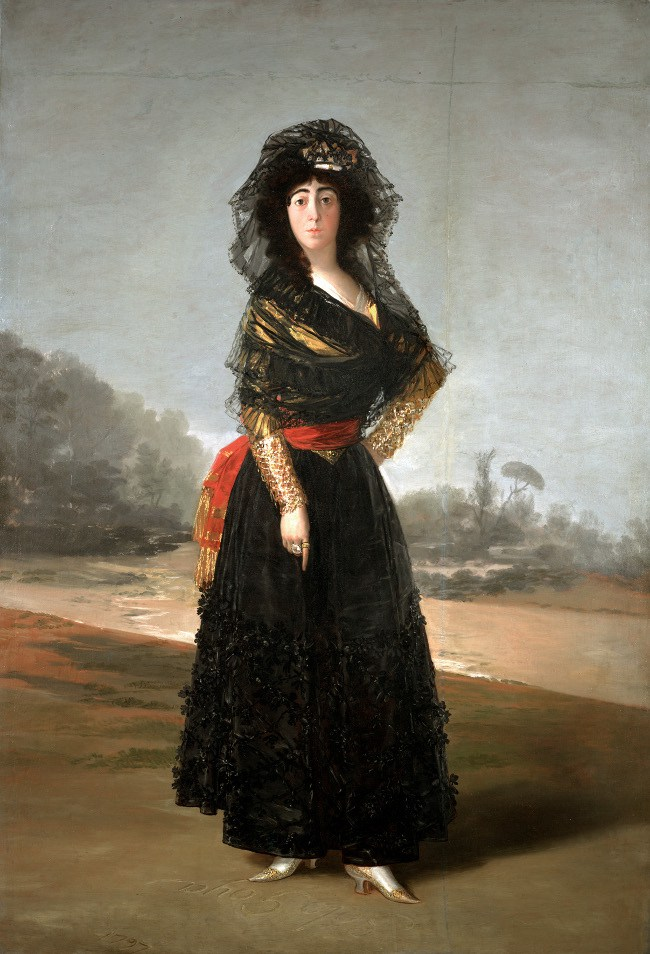
고야가 그린 13대 알바 공작부인의 초상화, 1797년, 작품 속 공작부인은 '고야'와 '알바'가 새겨진 반지를 착용한 손으로 "오직 고야"(Solo Goya)라고 적힌 바닥을 가리키고 있다.

## 평판
《옷 입은 마하》에 대한 최초의 기록은 1808년 페르난도 7세가 압류한 고도이의 자산 목록에서 확인할 수 있다. Frederic Quillet은 그의 사령관 조제프 보나파르트로부터 프랑스가 스페인을 점령하는 동안 고도이의 개인 소장품 목록을 작성하라는 임무를 받았다. 《옷 입은 마하》와 《옷 벗은 마하》는 각각 옷을 입은 집시/비너스와 벌거벗은 집시/비너스로 분류되었으며 두 작품 모두 프랑스 지배계급에 의해 외설적인 그림으로 여겨졌다.